# Яхимовщина (Молодечненский район)
Яхимовщина (бел. Яхімо́ўшчына) — агрогородок в Молодечненском районе Минской области Беларуси. Входит в состав Полочанского сельсовета. Население 423 человека (2009).

## География
Яхимовщина находится в 3 км к северо-западу от центра сельсовета, села Полочаны и в 15 км на юго-запад от Молодечно. Соединена местными автомобильными дорогами с Полочанами, Литвой и Лебедево. Местность принадлежит к бассейну Березины Неманской, через агрогородок протекает ручей, впадающий в Березину, а сама река протекает в 3 км к югу. Ближайшая ж/д станция в Полочанах (ж/д линия Молодечно — Лида).

## История
Яхимовщина известна с XVI века. Название получила по фамилии своих первых владельцев — Яхимовичей, позднее многократно меняла владельцев.
В результате второго раздела Речи Посполитой (1793) Холхлово оказалось в составе Российской империи; в Вилейском уезде. В начале XIX века поселение перешло во владение Сулистровским. Александр Сулистровский, заподозренный в поддержке восстания 1863 года был вынужден продать имение. В 1877 году его купил Ян Любанский, а с 1910 года Яхимовщина принадлежала Вацлаву Свенторжецкому и его сыну Каролю.
Усадьба в Яхимовщине формировалась всю вторую половину XIX века — начало XX, этот процесс начали Сулистровские, продолжили Любанские и завершили Свенторжецкие. К началу XX века при усадьбе сформировался крупный производственный комплекс: винокуренный завод, смолокурня, маслобойни, сыроварня, кирпичный завод, коптильня, мельница. Имение занимало площадь в 40 гектаров.
В 1906—1907 годах здесь жил и работал на винокурне Янка Купала. Здесь он написал многие из своих стихов и готовил к публикации свой первый сборник «Жалейка».
В Первую мировую войну в 1914 году большая часть усадебного комплекса сильно пострадала, а усадебный дом был почти полностью уничтожен. С этого времени главным домом усадьбы стал флигель (официна), который был возведён в 1900 году в стиле неоклассицизма.
В результате Рижского мирного договора 1921 года Яхимовщина вошла в состав межвоенной Польши, где была в составе Молодечненского повета Виленского воеводства. С 1939 года в БССР.

## Население

### Численность
- 2019 год — 405 жителей

### Динамика
- 1999 год — 459 жителей
- 2003 год — 440 жителей
- 2009 год — 423 жителей
- 2019 год — 405 жителей

## Культура
- Филиал Государственного литературного музея Янки Купалы "Яхимовщина"[5]

## Достопримечательности
- Усадьба Сулистровских. Основной усадебный дом не сохранился. От всего комплекса сохранились флигель (официна) 1900 года постройки, в котором сейчас размещается правление колхоза, винокурня, два деревянных амбара и жилой дом 1897 года постройки.
- Мемориальные доски в честь Янки Купалы. Установлены на правлении колхоза и жилом доме усадьбы.

## Галерея

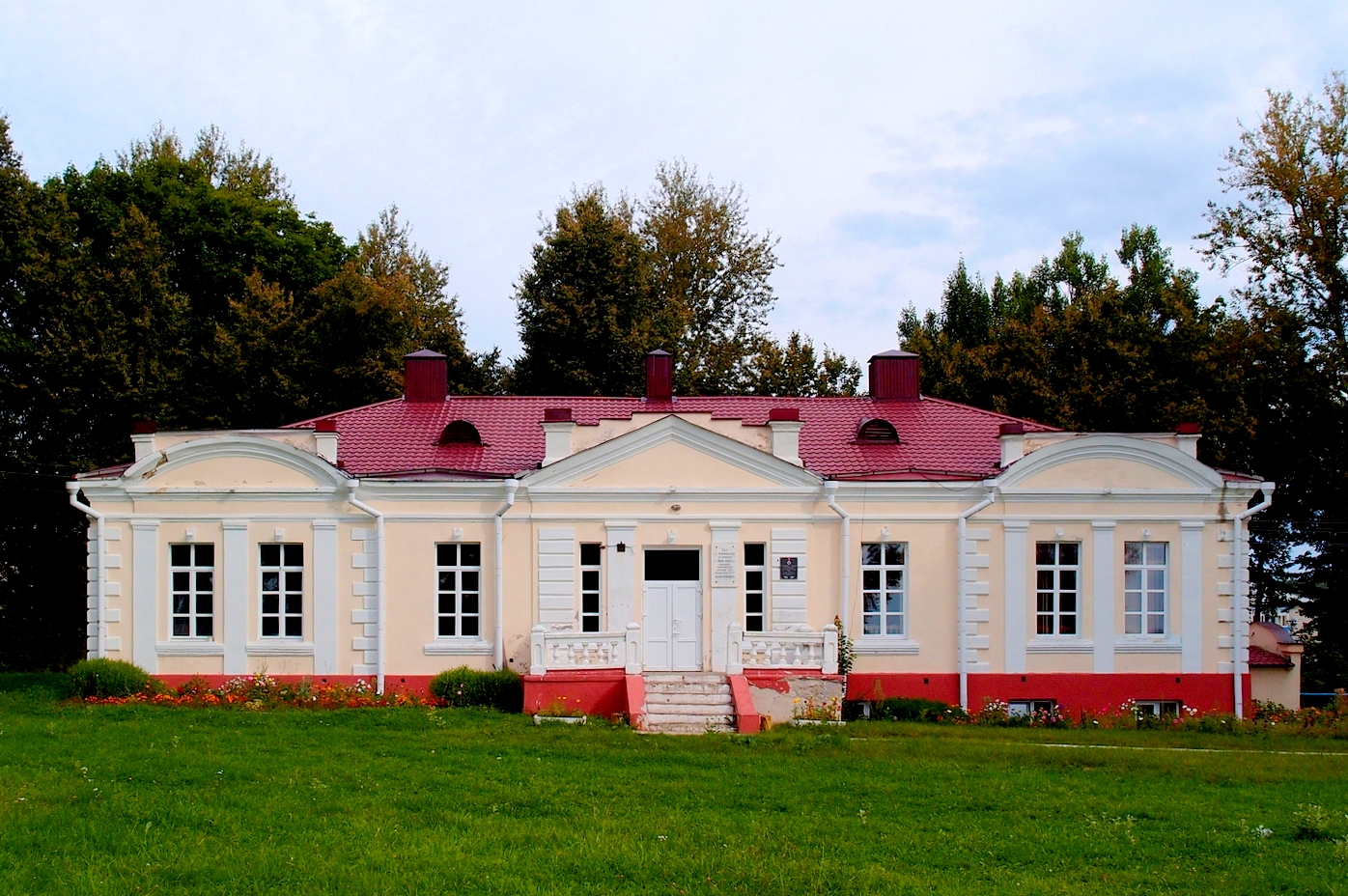
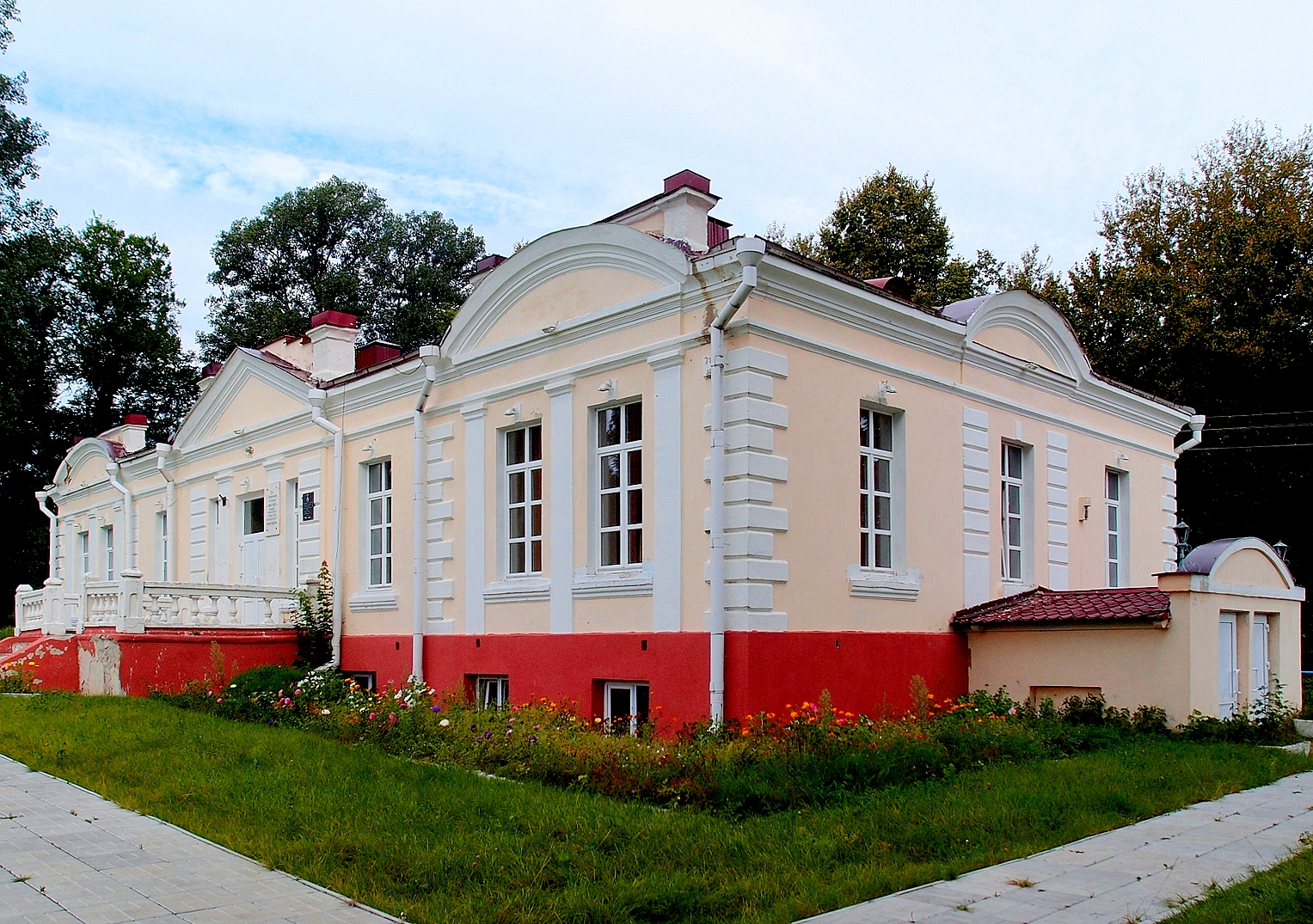
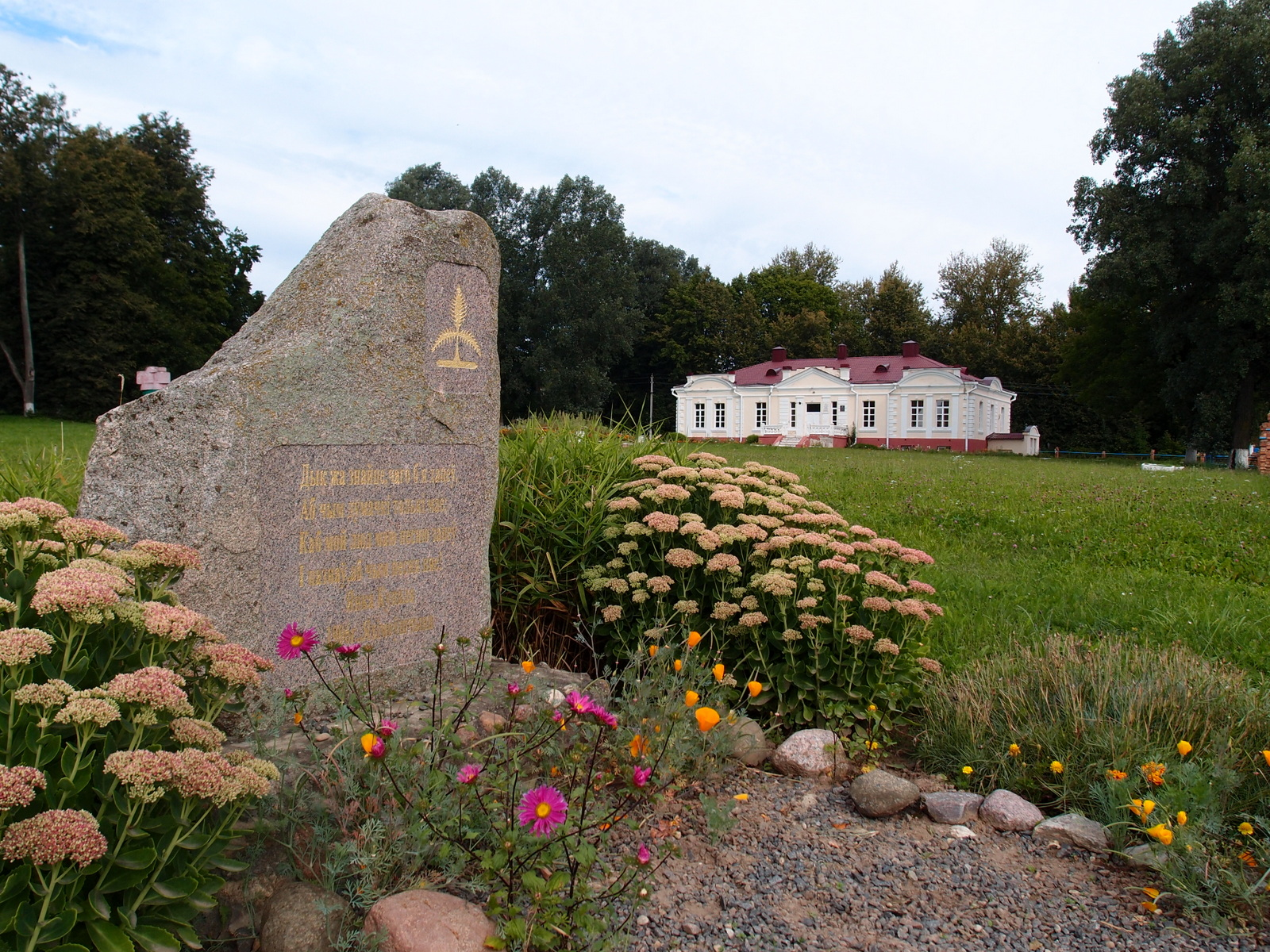
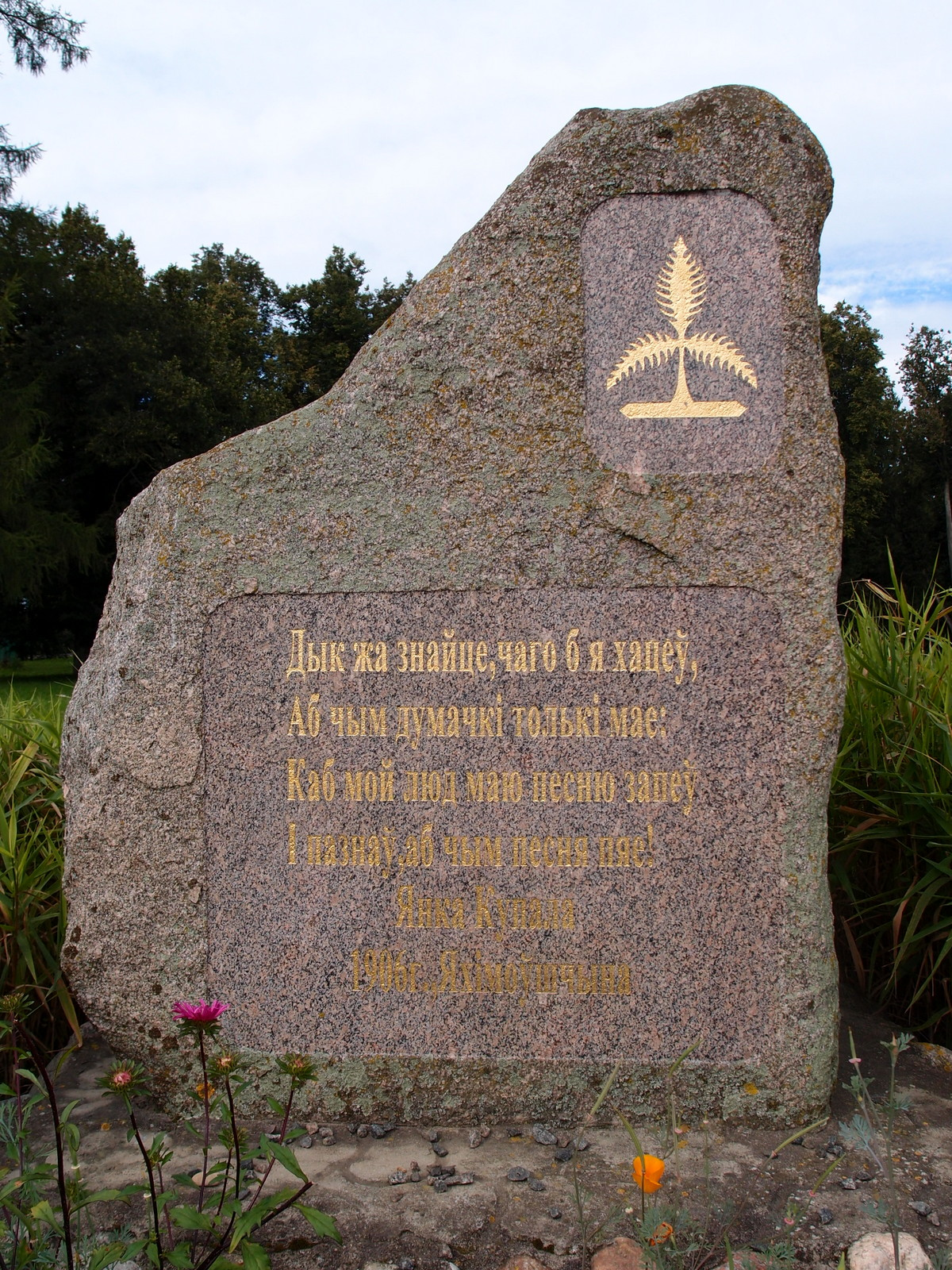
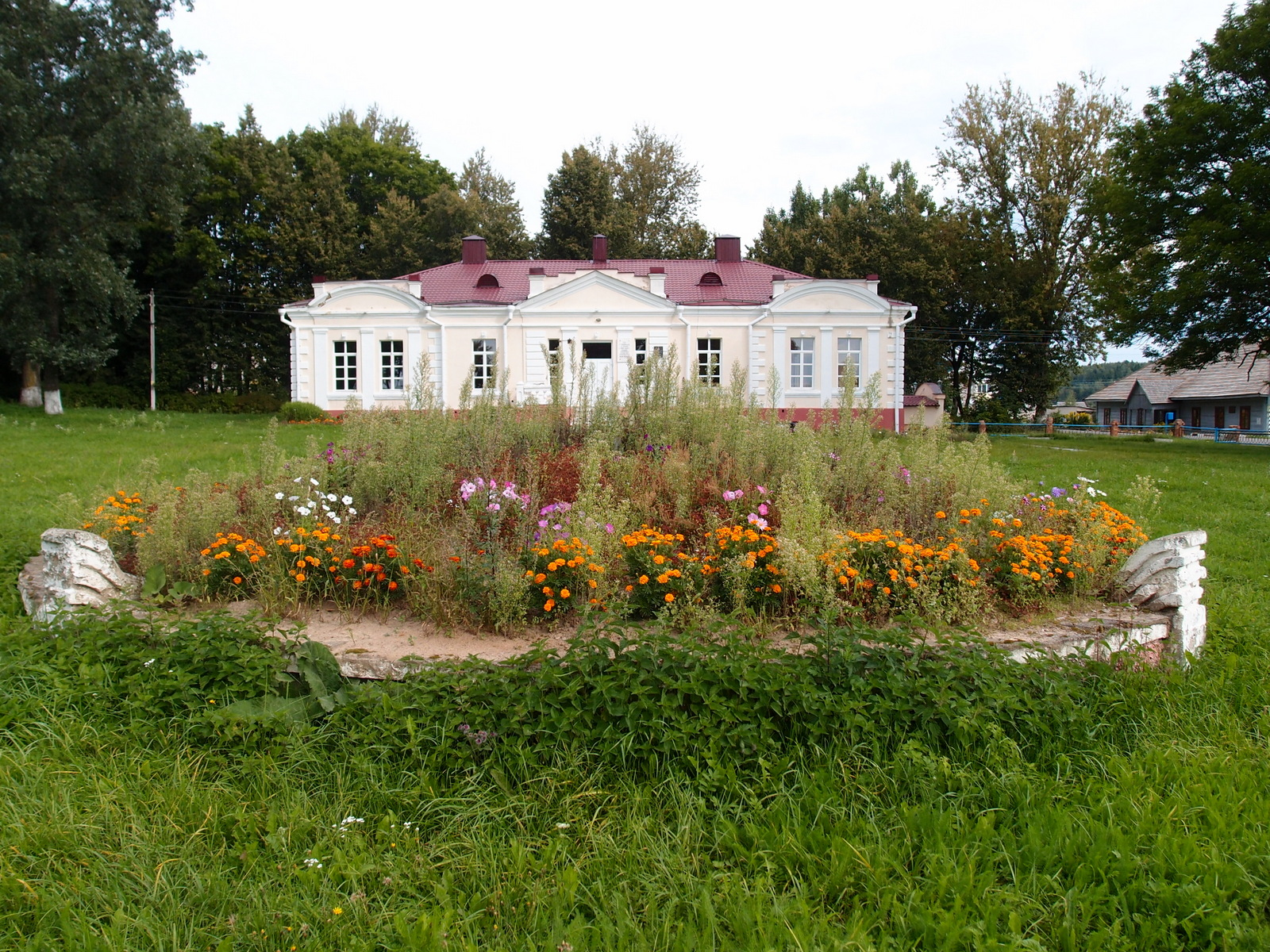
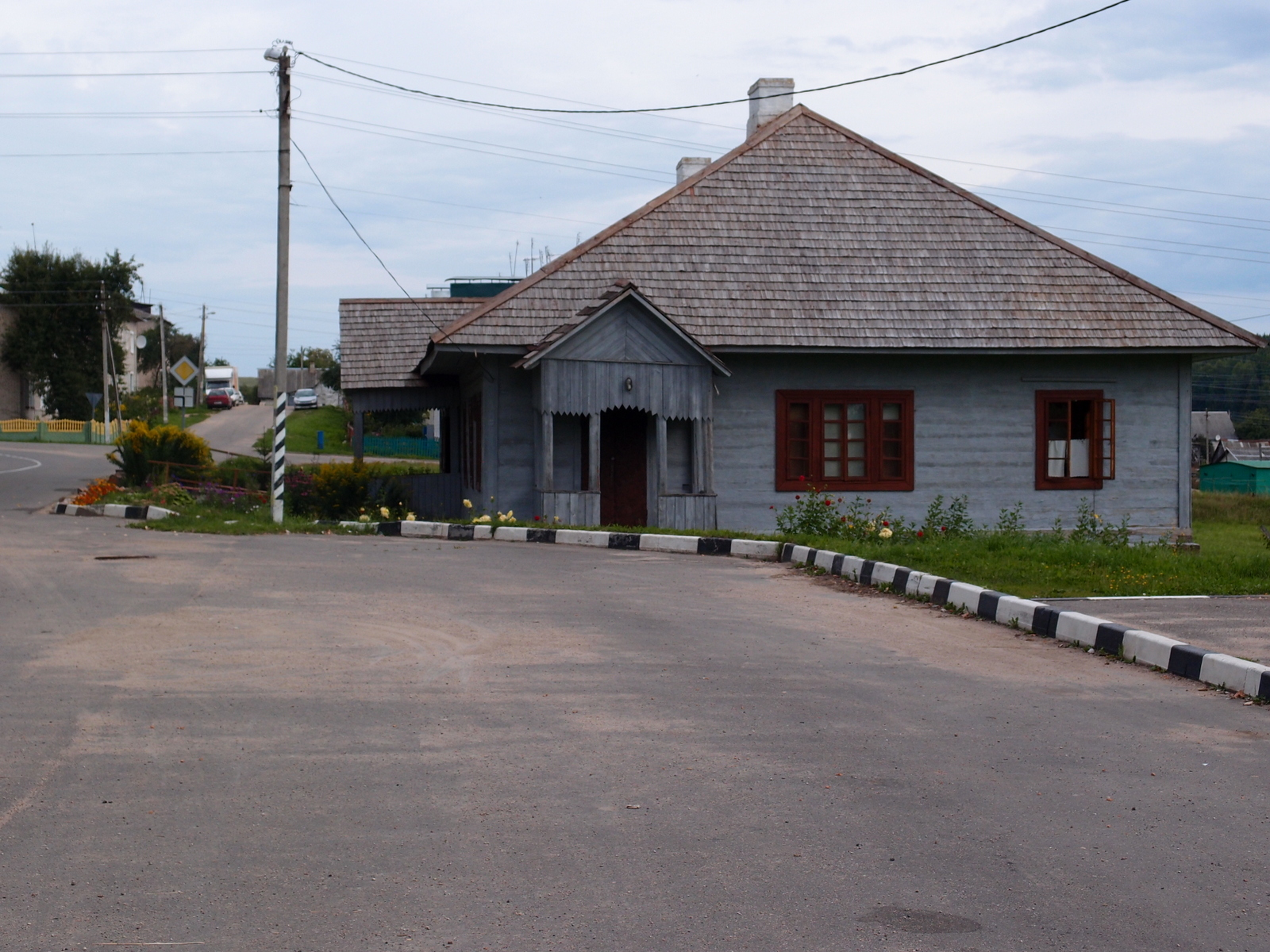
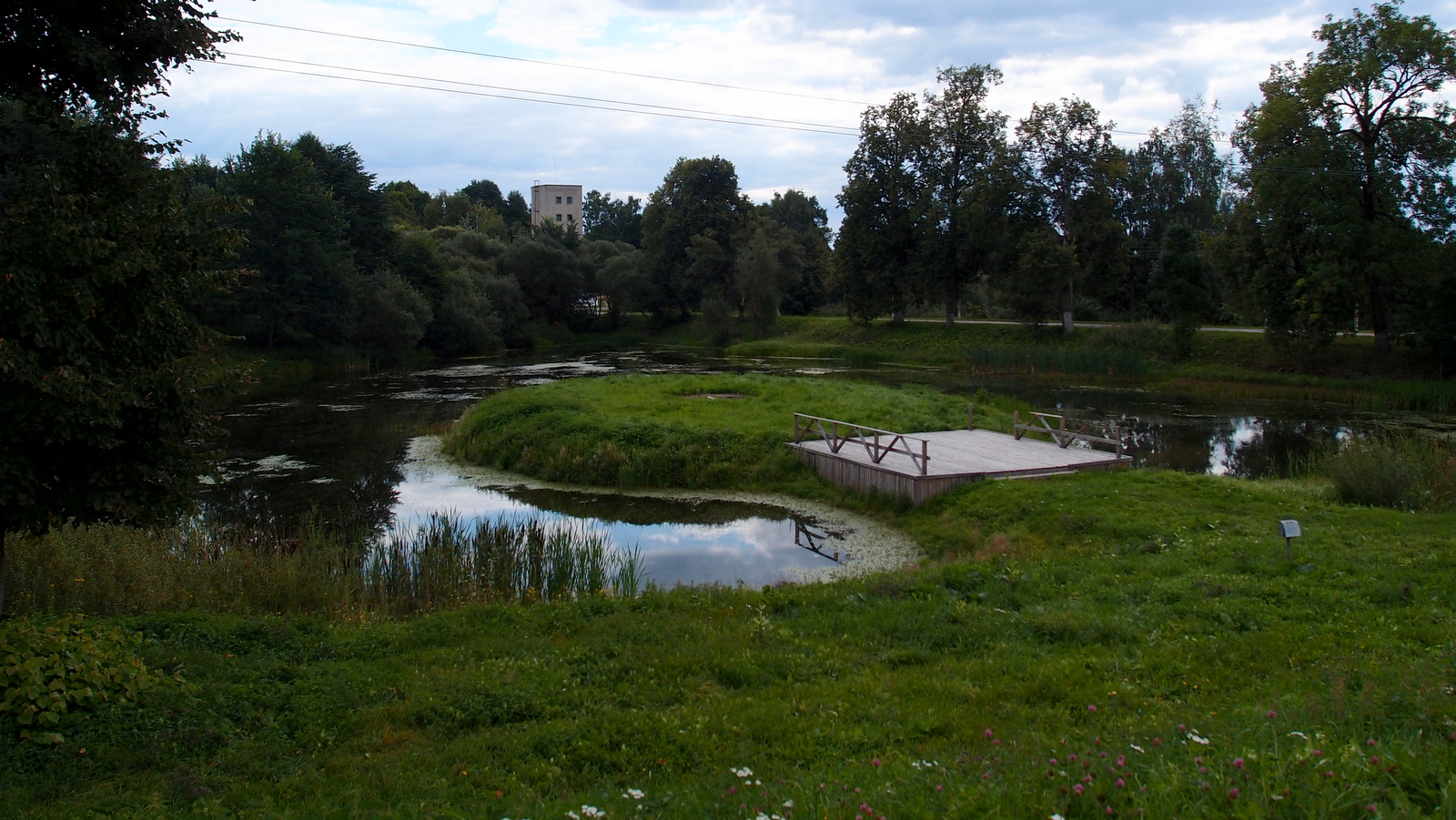